# Photinia chingshuiensis
Photinia chingshuiensis är en rosväxtart som först beskrevs av Tatemi Shimizu, och fick sitt nu gällande namn av Tung Shui Liu och H.J. Su. Photinia chingshuiensis ingår i släktet Photinia och familjen rosväxter. Inga underarter finns listade i Catalogue of Life.